# Прјора (Напуљ)
Прјора је насеље у Италији у округу Напуљ, региону Кампанија.
Према процени из 2011. у насељу је живело 933 становника. Насеље се налази на надморској висини од 269 м.